# Glass Duo
Glass Duo — польский дуэт в составе супругов Анны и Аркадиуша Шафранец (пол. Anna i Arkadiusz Szafraniec), исполняющих разнообразную музыку на кристаллофоне («стеклянной арфе»), то есть совокупности настроенных в разных тонах винных бокалов.
Анна и Аркадиуш Шафранец — скрипачка и трубач, познакомившиеся в 1997 году в ходе совместной работы в Балтийском филармоническом оркестре в Гданьске. Начав играть на бокалах в виде домашнего хобби, супруги постепенно сделали его своей основной профессией. Выступления дуэта прошли на музыкальных фестивалях в Польше, Литве, Германии, Бельгии, России, Сингапуре.